# Sciame di dicchi Franklin

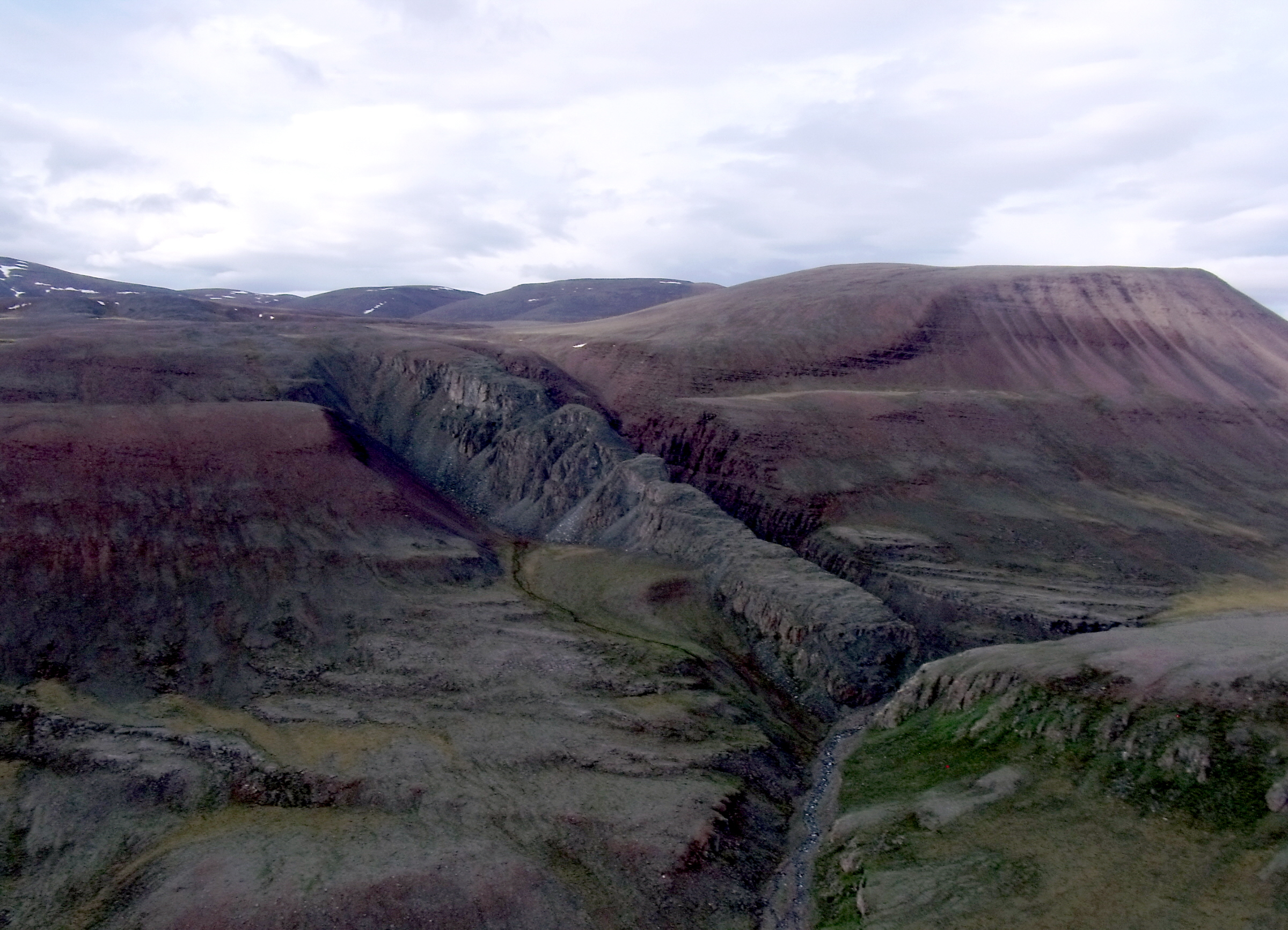
Intrusioni di gabbro di olivina nello sciame di dicchi Franklin nella parte nordoccidentale dell'Isola di Baffin, tra Pond Inlet e Arctic Bay.

Lo sciame di dicchi Franklin, indicato anche semplicemente come dicchi Franklin, è uno sciame di dicchi risalente al Proterozoico e che fa parte della Grande provincia ignea Franklin situata nel Canada settentrionale.
Fa parte di una serie di importanti eventi magmatici dello scudo canadese e si è formato 723 milioni di anni fa. Le aree che ricadono nella zona dello sciame Franklin sono state investigate alla ricerca di nichel, rame e metalli del gruppo del platino.
Lo sciame di dicchi Franklin occupa una sezione consistente della Grande provincia ignea Franklin, che copre un'area di oltre 2 milioni di km².